# Championnats du monde de patinage artistique 1972
Navigation
Mondiaux 1971 Mondiaux 1973
Les championnats du monde de patinage artistique 1972 ont lieu du 7 au 11 mars 1972 au Stampede Corral de Calgary au Canada.

## Qualifications
Les patineurs sont éligibles à l'épreuve s'ils représentent une nation membre de l'Union internationale de patinage (International Skating Union en anglais). Les fédérations nationales sélectionnent leurs patineurs en fonction de leurs propres critères.
Sur la base des résultats des championnats du monde 1971, l'Union internationale de patinage autorise chaque pays à avoir de une à trois inscriptions par discipline. 

## Podiums
| Épreuves                            | Or                                       | Argent                               | Bronze                          |
| ----------------------------------- | ---------------------------------------- | ------------------------------------ | ------------------------------- |
| Messieurs résultats détaillés       | Ondrej Nepela                            | Sergueï Tchetveroukhine              | Vladimir Kovalev                |
| Dames résultats détaillés           | Beatrix Schuba                           | Karen Magnussen                      | Janet Lynn                      |
| Couples résultats détaillés         | Irina Rodnina / Alexeï Oulanov           | Lioudmila Smirnova / Andrei Suraikin | JoJo Starbuck / Kenneth Shelley |
| Danse sur glace résultats détaillés | Lioudmila Pakhomova / Aleksandr Gorchkov | Angelika Buck / Erich Buck           | Judy Schwomeyer / James Sladky  |

## Tableau des médailles
| Rang  | Nation               | Or | Argent | Bronze | Total |
| ----- | -------------------- | -- | ------ | ------ | ----- |
| 1     | Union soviétique     | 2  | 2      | 1      | 5     |
| 2     | Autriche             | 1  | 0      | 0      | 1     |
| 2     | Tchécoslovaquie      | 1  | 0      | 0      | 1     |
| 4     | Allemagne de l'Ouest | 0  | 1      | 0      | 1     |
| 4     | Canada               | 0  | 1      | 0      | 1     |
| 6     | États-Unis           | 0  | 0      | 3      | 3     |
| Total | Total                | 4  | 4      | 4      | 12    |

## Détails des compétitions

### Messieurs
| Rang    | Nom                     | Nation               | Places | Points | Fig. impo. | Prog. libre |
| ------- | ----------------------- | -------------------- | ------ | ------ | ---------- | ----------- |
| 1       | Ondrej Nepela           | Tchécoslovaquie      | 9      | 2722.8 | 1          | 3           |
| 2       | Sergueï Tchetveroukhine | Union soviétique     | 19     | 2673.8 | 2          | 2           |
| 3       | Vladimir Kovalev        | Union soviétique     | 34     | 2607.5 | 3          | 5           |
| 4       | John Misha Petkevich    | États-Unis           | 39     | 2585.5 | 5          | 4           |
| 5       | Toller Cranston         | Canada               | 45     | 2566.1 | 9          | 1           |
| 6       | Jan Hoffmann            | Allemagne de l'Est   | 59     | 2559.7 | 4          | 9           |
| 7       | Kenneth Shelley         | États-Unis           | 67     | 2538.7 | 7          | 6           |
| 8       | Gordon McKellen         | États-Unis           | 69     | 2528.3 | 10         | 8           |
| 9       | John Curry              | Royaume-Uni          | 70     | 2534.8 | 6          | 7           |
| 10      | Sergueï Volkov          | Union soviétique     | 86     | 2499.0 | 8          | 10          |
| 11      | Jacques Mrozek          | France               | 100    | 2448.8 | 11         | 11          |
| 12      | Zdeněk Pazdírek         | Tchécoslovaquie      | 116    |        | 14         | 12          |
| 13      | Didier Gailhaguet       | France               | 116    |        | 12         | 13          |
| 14      | Josef Schneider         | Autriche             | 128    |        | 13         | 15          |
| 15      | Yutaka Higuchi          | Japon                | 136    |        | 16         | 14          |
| 16      | Jozef Žídek             | Tchécoslovaquie      | 141    |        | 17         | 16          |
| 17      | Stefano Bargauan        | Italie               | 144    |        | 15         | 17          |
| 18      | Harald Kuhn             | Allemagne de l'Ouest | 166    |        | 19         | 18          |
| 19      | Pekka Leskinen          | Finlande             | 167    |        | 18         | 19          |
| Forfait | Haig Oundjian           | Royaume-Uni          |        |        | NC         | NC          |

### Dames
| Rang | Nom                 | Nation               | Places | Points | Fig. impo. | Prog. libre |
| ---- | ------------------- | -------------------- | ------ | ------ | ---------- | ----------- |
| 1    | Beatrix Schuba      | Autriche             | 13     | 2778.5 | 1          | 9           |
| 2    | Karen Magnussen     | Canada               | 16     | 2745.2 | 2          | 2           |
| 3    | Janet Lynn          | États-Unis           | 25     | 2713.0 | 3          | 1           |
| 4    | Zsuzsa Almássy      | Hongrie              | 37     | 2643.3 | 4          | 6           |
| 5    | Sonja Morgenstern   | Allemagne de l'Est   | 52     | 2581.1 | 6          | 3           |
| 6    | Jean Scott          | Royaume-Uni          | 57     | 2555.1 | 5          | 10          |
| 7    | Dorothy Hamill      | États-Unis           | 62     | 2548.3 | 8          | 5           |
| 8    | Suna Murray         | États-Unis           | 74     | 2517.5 | 7          | 7           |
| 9    | Cathy Lee Irwin     | Canada               | 81     | 2499.9 | 9          | 8           |
| 10   | Christine Errath    | Allemagne de l'Est   | 79     | 2519.9 | 11         | 4           |
| 11   | Ľudmila Bezáková    | Tchécoslovaquie      | 102    | 2426.9 | 10         | 13          |
| 12   | Karin Iten          | Suisse               | 118    | 2387.8 | 12         | 16          |
| 13   | Gerti Schanderl     | Allemagne de l'Ouest | 119    | 2385.3 | 15         | 11          |
| 14   | Cinzia Frosio       | Italie               | 120    | 2380.1 | 13         | 12          |
| 15   | Daria Prychun       | Canada               | 127    | 2370.9 | 14         | 14          |
| 16   | Marie-Claude Bierre | France               | 146    | 2319.9 | 17         | 15          |
| 17   | Dianne de Leeuw     | Pays-Bas             | 151    | 2296.6 | 16         | 19          |
| 18   | Chang Myung-su      | Corée du Sud         | 169    | 2221.6 | 18         | 18          |
| 19   | Sharon Burley       | Australie            | 175    | 2195.8 | 19         | 21          |
| 20   | Shuko Takeyama      | Japon                | 178    | 2193.3 | 20         | 20          |
| 21   | Marina Sanaya       | Union soviétique     | 178    | 2189.3 | 21         | 17          |

### Couples
| Rang | Nom                                  | Nation               | Places | Points | Prog. court | Prog. libre |
| ---- | ------------------------------------ | -------------------- | ------ | ------ | ----------- | ----------- |
| 1    | Irina Rodnina / Alexeï Oulanov       | Union soviétique     | 9      | 421.8  | 1           | 1           |
| 2    | Lioudmila Smirnova / Andrei Suraikin | Union soviétique     | 21.5   | 416.7  | 2           | 3           |
| 3    | JoJo Starbuck / Kenneth Shelley      | États-Unis           | 28.5   | 412.2  | 5           | 2           |
| 4    | Manuela Groß / Uwe Kagelmann         | Allemagne de l'Est   | 38     | 409.8  | 3           | 4           |
| 5    | Almut Lehmann / Herbert Wiesinger    | Allemagne de l'Ouest | 42     | 407.8  | 4           | 5           |
| 6    | Irina Tcherniaïeva / Vassili Blagov  | Union soviétique     | 55     | 404.0  | 6           | 6           |
| 7    | Annette Kansy / Axel Salzmann        | Allemagne de l'Est   | 70     | 399.1  | 8           | 7           |
| 8    | Sandra Bezic / Val Bezic             | Canada               | 68     | 399.5  | 7           | 8           |
| 9    | Melissa Militano / Mark Militano     | États-Unis           | 76     | 395.1  | 9           | 9           |
| 10   | Corinna Halke / Eberhard Rausch      | Allemagne de l'Ouest | 95     | 363.7  | 11          | 10          |
| 11   | Mary Petrie / John Hubbell           | Canada               | 106    | 377.7  | 13          | 11          |
| 12   | Grażyna Osmańska / Adam Brodecki     | Pologne              | 102    | 380.6  | 10          | 12          |
| 13   | Gabriele Cieplik / Reinhard Ketterer | Allemagne de l'Ouest | 114    | 375.2  | 12          | 13          |
| 14   | Barbara Brown / Douglas Berndt       | États-Unis           | 123    | 369.3  | 14          | 14          |
| 15   | Linda Connolly / Colin Taylforth     | Royaume-Uni          | 132    | 362.9  | 15          | 15          |

### Danse sur glace
| Rang | Nom                                      | Nation               | Places | Points | Danses imposées | Danse libre |
| ---- | ---------------------------------------- | -------------------- | ------ | ------ | --------------- | ----------- |
| 1    | Lioudmila Pakhomova / Aleksandr Gorchkov | Union soviétique     | 14     | 514.6  | 1               | 1           |
| 2    | Angelika Buck / Erich Buck               | Allemagne de l'Ouest | 17     | 512.0  | 2               | 2           |
| 3    | Judy Schwomeyer / James Sladky           | États-Unis           | 24     | 508.7  | 3               | 3           |
| 4    | Janet Sawbridge / Peter Dalby            | Royaume-Uni          | 38     | 495.0  | 4               | 4           |
| 5    | Tatiana Voitiuk / Viacheslav Zhigalin    | Union soviétique     | 46     | 485.7  | 5               | 5           |
| 6    | Hilary Green / Glyn Watts                | Royaume-Uni          | 50     | 484.2  | 6               | 6           |
| 7    | Anne Millier / Harvey Millier            | États-Unis           | 67     | 466.8  | 7               | 7           |
| 8    | Elena Zharkova / Guennadi Karponossov    | Union soviétique     | 75     | 461.4  | 8               | 8           |
| 9    | Louise Lind / Barry Soper                | Canada               | 80     | 458.9  | 9               | 9           |
| 10   | Mary Karen Campbell / Johnny Johns       | États-Unis           | 91     | 453.3  | 10              | 10          |
| 11   | Diana Skotnická / Martin Skotnický       | Tchécoslovaquie      | 99     | 447.4  | 11              | 11          |
| 12   | Anne-Claude Wolfers / Roland Mars        | France               | 108    | 436.2  | 12              | 13          |
| 13   | Teresa Weyna / Piotr Bojańczyk           | Pologne              | 110    | 434.7  | 13              | 12          |
| 14   | Sylvia Fuchs / Michael Fuchs             | Allemagne de l'Ouest | 126    | 413.2  | 14              | 14          |
| 15   | Astrid Kopp / Axel Kopp                  | Allemagne de l'Ouest | 135    | 403.5  | 15              | 15          |
| 16   | Keiko Achiwa / Yasuhiro Noto             | Japon                | 144    | 378.1  | 16              | 16          |